# Région de Nioro du Sahel
La région de Nioros, (Nioro-du-Sahel) 11e région administrative malienne, issue du démembrement de la région de Kayes, est une circonscription administrative et une collectivité territoriale, résultant de la loi 2012-017 du 2 mars 2012 et de la loi 2023-006 du 13 mars 2023. Elle a pour chef-lieu, la ville de Nioro-du-Sahel.

## Géographie
Située au centre sud-ouest du pays, elle s'étend sur 25 350 km2 soit 1,87 % du territoire national. La région de Nioro est limitrophe de quatre régions maliennes et frontalière de la Mauritanie au nord.
|       | Hodh El Gharbi   |           |
| Kayes | Région de Nioros | Nara      |
| Kayes | Kita             | Koulikoro |

### Hydrographie
La région est située dans le bassin versant du fleuve Sénégal. 
Les grandes villes de la région sont Nioro-du-Sahel, Diangounté, Diéma, Troungoumbé, Sandaré, Béma, Fatao, et Gavinané.
La région de Nioros compte dix forêts classées couvrent d'une superficie de 180,353 km2.

## Histoire
La région est instaurée en 2012, est confirmée en mars 2023 par la loi 2023-006 subdivisant le Mali en 19 régions et un district correspondant à la capitale. Les cercles de Nioro-du-Sahel est Diangounté et de Diéma sont soustraits de la région de Kayes pour former la nouvelle région de Nioros.

## Administration
La région est composée de six cercles, divisés en 14 arrondissements, 31 communes, 410 villages, fractions et quartiers VFQ. Le code à deux chiffres attribué à la région est le 13 (loi 2023-006) ou 11 (loi 2023-007), les cercles sont codifiés selon l'ordre chronologique par la loi 2023-002 du 13 mars 2023.
| Code | Cercles                  | Arrondissements | Communes |
| ---- | ------------------------ | --------------- | -------- |
| 1101 | Cercle de Nioro du Sahel | 4               | 10       |
| 1102 | Cercle de Diéma          | 2               | 5        |
| 1103 | Cercle de Diangounté     | 2               | 4        |
| 1104 | Cercle de Sandaré        | 2               | 3        |
| 1105 | Cercle de Troungoumbé    | 2               | 5        |
| 1106 | Cercle de Béma           | 2               | 4        |

## Population
Lors du recensement général de la population réalisé en 2022, la population régionale est relevée à 678 061 habitants.

## Gouverneurs
- -2021 : Al Hamdou Ag Ilayene
- depuis 2021 : Aly Anadjim